# Tibay Zoltán
Tibay Zoltán (Soroksár, 1910. szeptember 6. – Budapest, 1989. május 24.) nagybőgőművész, egyetemi tanár.

## Pályafutása
Édesapja Tibay Sándor a soroksári Állami Iskola igazgatója, és a körzet gyermekvédelmi felügyelője volt. Édesanyja, Szabó Eleonóra, aki 5 gyereknek adott életet. Zoltán két bátyja, Ervin és Mihály, öccsük Tibor, valamint húguk Sarolta.
Tibay Zoltán először hegedülni tanult, majd később tért át a bőgőre. A középiskolával párhuzamosan zenei tanulmányokat is folytatott, de ekkor már kizárólag nagybőgőn játszott.
1926–32 között a budapesti Nemzeti Zenedében Schmitz Róbert (gordon) tanítványa. 1932–1976 között a Magyar Állami Operaház zenekarának szóló nagybőgőse. Számos európai sikert ért el a Léner, illetve a Waldbauer-Kerpely vonósnégyes tagjaként (Bécs, Párizs, Kassa). Gordonistája volt a budapesti Kamaraegyüttesnek.
1934-től rendszeresen adott önálló koncerteket Budapesten, nevéhez fűződik az első olyan hangverseny, - amit a Magyar Rádió élőben közvetített - ahol a nagybőgő, mint szólóhangszer szólalt meg (1934. augusztus 1.)
A sajtókritikák mind lelkesen emlékeznek meg Tibay játékáról:

| „                                                                          | Tibay Zoltán az Operaház fiatal művésze pompás felkészültséggel és stílussal játszotta Mozart Per questa, bella mano nagy szólóját Littassy György közreműködésével. | ” |
| – Budapesti Hírlap, 1939. március 14.-i számban Mozart est a Zeneakadémián | |   |

Ugyanerről a koncertről az Est, így írt:

| „ | A nagyigényű kontrabasszus szólamot Tibay Zoltán játszotta, hegedűt megszégyenítő, káprázatos virtuozitással és puhán vibrált hanggal. | ” |
|   | |   |

| „                                           | „Megállapítottuk, hogy Tibay Zoltán nehézségeket nem ismerő játékéban a gordon nem is úgy hangzott, mint magasabb testvére, a gordonka, hanem inkább mint valami hatalmas zengzetes brácsa. | ” |
| – Népszava, Jemnitz Sándor szerzői estjéről | |   |

1945-től haláláig a budapesti Zeneakadémia nagybőgőtanára. 1960-ban docenssé, később professzorrá nevezték ki. Emellett a budapesti Bartók Béla Zeneművészeti Szakközépiskola szakfelügyelője és a budapesti Kamaraegyüttes tagja volt.
Halála után róla nevezték el a Zeneakadémia XXX-as nagybőgő termét.